# Castel Cerreto
Castel Cerreto [kasˈtɛl ʧeˈrːeːto] (Serìt [sɛˈɾit] in dialetto bergamasco), o più semplicemente Cerreto, è una frazione del comune italiano di Treviglio, in provincia di Bergamo; è situato all'estremo nord del territorio comunale, ed è piuttosto isolato dal capoluogo.
È un centro prevalentemente agricolo immerso nella campagna, e conta 381 abitanti.

## Origini del nome
Il toponimo Castel Cerreto deriva da Cerido, il nome con cui era denominata in un atto trevigliese del 1361 la località in cui la frazione è sorta. Ciò è dovuto alla presenza di un bosco di cerri nelle vicinanze. Il nome Castel indica invece la presenza della famiglia Rozzone che aveva qui la propria residenza.

## Storia
Abitato già in epoca romana, Castel Cerreto si sviluppò insediamento agricolo nel 1539 per volere dei Rozzone, una famiglia nobiliare milanese già insediatasi nel vicino comune di Castel Rozzone.
Successivamente, dopo l'estinzione della famiglia di Rozzone, s'insediò la famiglia dei conti Piazzone che, a differenza dei Rozzone, sono ricordati come grandi benefattori della frazione.
I Rozzone infatti imponevano decime sui raccolti agli abitanti.

### Nascita dellaSocietà dei Probi Contadini
Il 13 luglio 1901, con rogito del notaio Carlo Rho, la vita della frazione fu segnata dall'istituzione della Società dei Probi Contadini, ad opera dei conti Piazzoni e di Monsignore Ambrogio Portaluppi che riuniva contadini della frazione del Castel Cerreto e di quella di Battaglie.
La società era composta in origine da 113 soci (passati poi a 140) e gestiva ben 541 ettari di suolo agricolo nelle vicinanze, in precedenza proprietà, per eredità dei Piazzoni, dell'orfanatrofio di Bergamo (affidato, a partire dal 1903, ai Padri Giuseppini perché realizzassero una colonia agricola, del tipo di quelle funzionanti in altre loro istituzioni). La proprietà della terra divenne così collettiva e fu attribuita ai capifamiglia.
Tale associazione si proponeva anche di sviluppare un'agricoltura meccanizzata legata all'industria ed all'introduzione dei concimi chimici. Tra le varie coltivazioni praticate vi era anche quella del tabacco.

## Monumenti e luoghi d'interesse

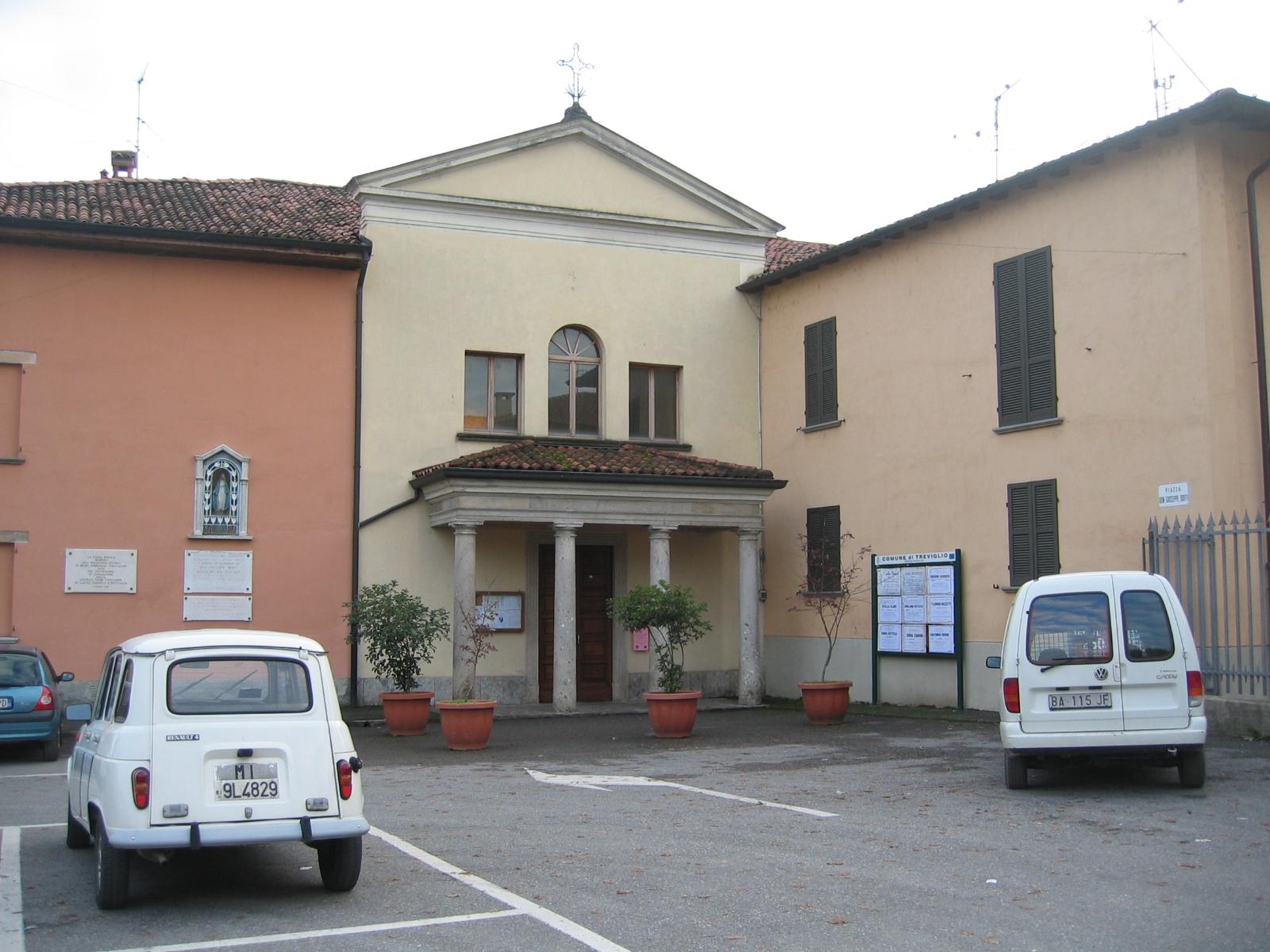
La chiesina all'angolo di piazza Don Boffi

### Architetture religiose

#### Chiesa di San Girolamo e San Francesco
La chiesa del Cerreto, posta all'angolo sud-occidentale della piazza principale, è dedicata a San Girolamo e San Francesco. A pianta quadrata e di modeste dimensioni, può ospitare circa 150 persone.
Presenta un porticato all'ingresso composto da quattro colonne. All'ingresso vi è un drappo color rosso.
All'interno sono presenti tre altari. Gli altari secondari posti l'uno in fronte all'altro sono dedicati a San Giuseppe (lato destro) e alla Madonna (lato sinistro); l'altare maggiore presenta sopra il tabernacolo una croce lignea ed occupa circa 1/9 della superficie complessiva della chiesa.
La sagrestia è posta sul lato destro della chiesa in fondo e sullo stesso lato a fianco della porta principale si può trovare la tomba dei conti Piazzoni.

### Architetture civili

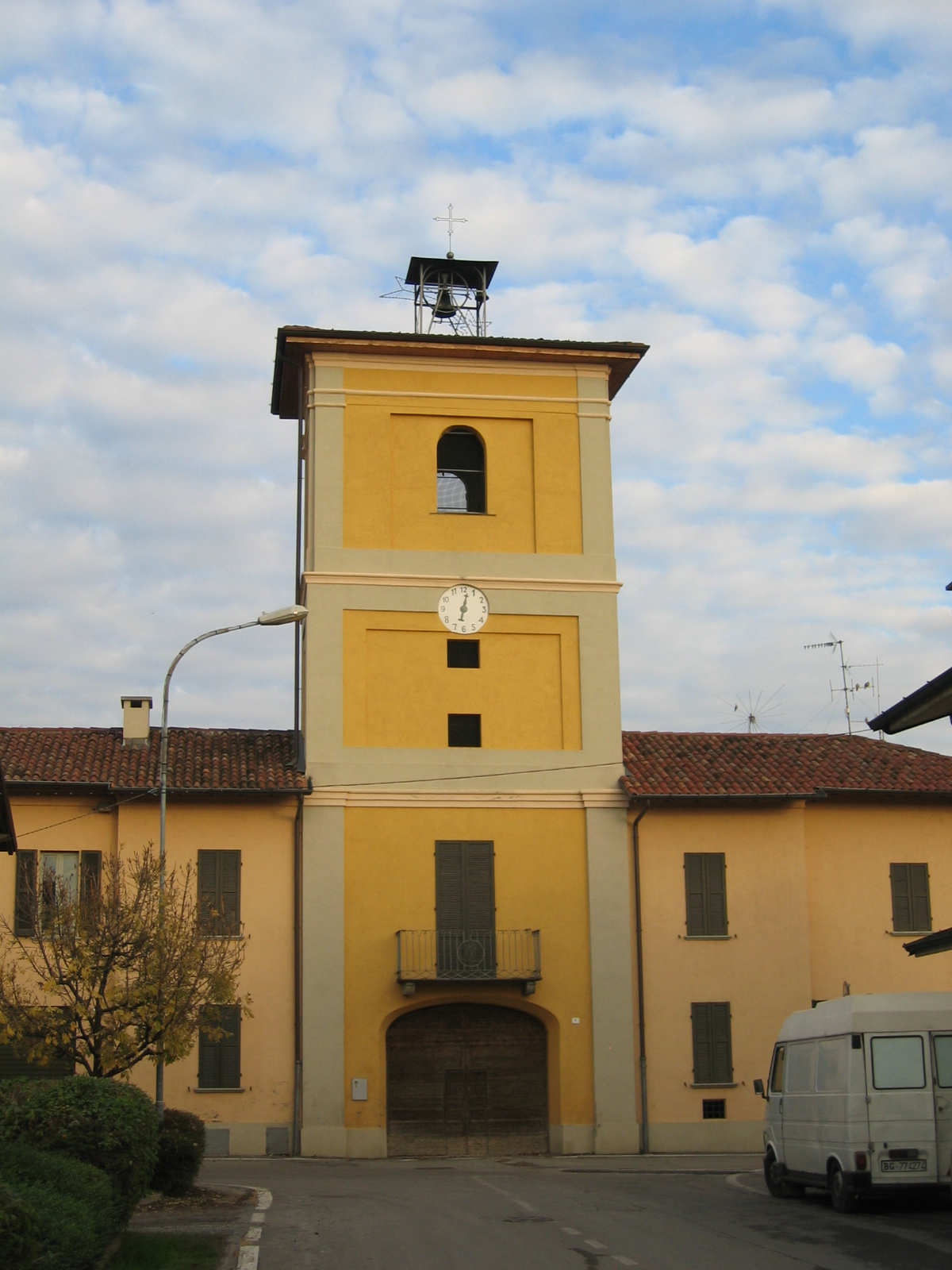
La caratteristica torre dell'orologio posta all'entrata ovest

#### Casa dei conti Piazzoni
La casa dei conti piazzoni è posta vicino alla chiesa e alla base della torre dell'orologio.

#### Cascine
Nel Cerreto vi sono cascine di grosse dimensioni, alcune risalenti addirittura al XVIII secolo che sono state impiegate in passato per girare alcune scene del film L'albero degli zoccoli.

#### Oratorio
L'oratorio del Cerreto, posto a fianco della chiesa, è dotato di un campo da calcio.

#### Torre dell'orologio
La torre dell'orologio è certamente il monumento più caratteristico del Cerreto e l'edificio più alto dopo l'acquedotto, col quale svetta sulla piatta campagna.

## Cultura

### Istruzione

#### Biblioteca
Al Cerreto è situata una delle cinque biblioteche decentrate del comune di Treviglio che dispone di un discreto numero di libri. I libri sono principalmente di narrativa e rivolti ai giovani lettori.

#### Scuola
Al Cerreto è presente una Scuola materna e una scuola superiore di secondo grado per lavorare nell'agroalimentare.

## Geografia antropica

### Urbanistica
Questo piccolo centro rurale è costituito da una sola piazza (intitolata a Don Boffi) e cinque vie:
- Via Castel Cerreto: congiunge il Cerreto a via Pontirolo e alle Battaglie
- Via Contessa Piazzoni: questa strada conduce alla frazione della Geromina
- Via dei Proibi contadini: congiunge il Cerreto a via Canonica consentendo di raggiungere Fara Gera d'Adda, Pontirolo Nuovo, Canonica d'Adda.
- Via Santa Lucia: via secondaria chiusa che si divide in due rami
- Via Suor Chiara Spreafico: via secondaria chiusa